# Москера Гуардия, Андрес
Андрес Фелипе Москера Гуардиая (исп. Andrés Felipe Mosquera Guardia; род. 20 февраля 1990, Турбо, Антьокия) — колумбийский футболист, защитник клуба «Толука».

## Клубная карьера
Москера — воспитанник клуба «Индепендьенте Медельин». В 2008 году он дебютировал в Кубке Мустанга. В 2009 году Андрес помог команде выиграть чемпионат. В 2012 году Москера на правах аренды перешёл в «Америку» из Кали. 31 января в матче против «Реал Сан-Андреас» он дебютировал в колумбийской Лиге B. После окончания аренды Андрес вернулся в «Индепендьенте Медельин». В 2012 году он во второй раз стал чемпионом Колумбии.
Летом 2017 года Москера перешёл в мексиканский «Леон». 6 августа в матче против «Крус Асуль» он дебютировал в мексиканской Примере. 26 ноября в поединке против УАНЛ Тигрес Адрес забил свой первый гол за «Леон».

## Международная карьера
В 2009 году в составе молодёжной сборной Колумбии Москера участвовал в молодёжном чемпионате Южной Америки в Венесуэле. На турнире он сыграл в матчах против команд Перу, Эквадора, Бразилии, Парагвая и дважды Венесуэлы.

## Достижения
Командные
«Атлетико Хуниор»
- Победитель чемпионата Колумбии (2) — Финалисасьон 2009, Апертура 2016